# Campylocera unicolor
Campylocera unicolor är en tvåvingeart som beskrevs av Becker 1909. Campylocera unicolor ingår i släktet Campylocera och familjen Pyrgotidae.
Artens utbredningsområde är Kenya. Inga underarter finns listade i Catalogue of Life.